# Terpnistria lobulata
Terpnistria lobulata är en insektsart som beskrevs av Carl Stål 1876. Terpnistria lobulata ingår i släktet Terpnistria och familjen vårtbitare. Inga underarter finns listade i Catalogue of Life.